# Sotillos de Caracena
Sotillos de Caracena es un despoblado español del municipio de Montejo de Tiermes, perteneciente a la provincia de Soria, en la comunidad autónoma de Castilla y León.

## Geografía
Despoblado desde mediados del siglo XX, está al pie del pico Bordega en la sierra de Pela, divisoria de las dos Castillas y de las cuencas de los ríos Duero y Tajo. Está ubicado en el partido judicial de Burgo de Osma.
Tiene acceso desde la carretera provincial SO-P-4119 y se encuentra 3 km al este de Pedro.

## Historia
A la caída del Antiguo Régimen la localidad se constituyó en municipio constitucional en la región de Castilla la Vieja, conocido entonces como Sotillos, En el censo de 1842 contaba con 8 hogares y 34 vecinos. A mediados del siglo XIX, el lugar tenía contabilizadas 14 casas. Aparece descrito en el decimotercer volumen del Diccionario geográfico-estadístico-histórico de España y sus posesiones de Ultramar de Pascual Madoz de la siguiente manera:

SOTILLOS CARACENA: l. con ayunt. en la prov. de Soria (14 leg.), part. jud. del Burgo (6), aud. terr. y c. g. de Búrgos (30), dióc. de Osma (6): sit. en un hondo rodeado de cerros y combatido sin embargo por todos los vientos; goza de clima sano: tiene 14 casas; la escuela de instrucción primaria frecuentada por 13 alumnos; una igl. parr. (San Miguel) servida por un cura y un sacristan: confina el térm. con los de Manzanares, Campisabalos, Pedro y desp. de Tiermes; dentro de él se encuentra una ermita y una fuente de buenas aguas, que provee á las necesidades del vecindario: el terreno en su mayor quebrado es árido y de mediana calidad; comprende una deh. de pastos, con arbolado de roble, estepas y otras matas bajas. caminos: los locales en mediano estado. correo: se recibe y despacha en Caracena. prod.: trigo, centeno, cebada, avena, algunas legumbres, leñas de combustible y buenos pastos. pobl.: 8 vec., 34 almas. cap. imp.: 5,946 rs. 28 maravedises.
(Madoz, 1849, p. 513)

Entre el censo de 1857 y el anterior el municipio desapareció al integrarse en Montejo de Tiermes. La localidad está despoblada y abandonada desde hace más de medio siglo.

## Patrimonio
En la localidad hay una iglesia bajo la advocación de San Miguel. Al norte de su término se encuentra la ciudad romana de Tiermes, con su ermita y Museo Arqueológico. Echando un vistazo a la toponimia de los alrededores, aparecen una Majada del Castillejo Llanillo, una Atalaya de la Zarza, y un Cubillo, lo que da bastantes pistas sobre fortificaciones o torres de señales, de las que no hay ninguna información oficial. 